# Ctenoberta dubia
Ctenoberta dubia là một loài bướm đêm trong họ Geometridae.